# مانوئل آلبرتو کلارو
مانوئل آلبرتو کلارو (انگلیسی: Manuel Alberto Claro؛ زادهٔ ۳ آوریل ۱۹۷۰) عکاس، و فیلم‌بردار اهل شیلی است.